# I.V.
"I.V."는 X JAPAN의 1998년 〈THE LAST SONG〉이후 10년 만의 새 싱글 음반이다.
2008년 1월 23일부터 아이튠 스토어에서 전 세계에 유료 배포되었다. 가사는 영어버전으로 발매되었으며, 영화 〈쏘우 4〉의 엔딩 테마로 사용되었다. 〈쏘우 4〉가 전 세계 상영되었기 때문에, 엑스 재팬의 염원인 세계데뷔를 이루게 해준 곡이라 할 수 있다. 엑스 재팬의 기타리스트 히데 생전의 기타의 소리를 편집 후 사용했다.

## 프로모션 비디오
2007년 10월 22일에 일본 도쿄 오다이바의 쇼핑몰인 아쿠아 시티 위에서 만 여명의 팬들 앞에서 〈I.V.〉 라이브 공연을 선보였다. 라이브 공연을 하면서 동시에 프로모션 비디오를 촬영했는데, 이 과정에서 대량으로 물을 위에서 방수했다. 물을 뿌린 것은 엑스 재팬의 그간의 고통을 씻는다는 것을 의미한다고 한다.

## 가사
요시키는 인터뷰에서 “원래는 7~8분의 장편곡이었지만 영화용으로 단축한 것이고, 현재는 일어 가사판을 구상하고 있다” 고 했다. 또 요시키의 인터뷰에 의하면 〈I.V.〉의 가사 중 ‘Can't you see me standing right here?’ 부분이 〈紅〉의 가사 ‘俺が見えないのかすぐそばにいるのに(내가 보이지 않는가 이렇게 곁에 있는데)’에서 빌려온 것이라고 한다.
콘서트에서의 라이브는 〈공격 재개 2008 I.V. ~파멸을 향하여~〉의 파괴의 밤에 첫 연주되었다.